# Салангана атіуйська
Саланга́на атіуйська (Aerodramus sawtelli) — вид серпокрильцеподібних птахів родини серпокрильцевих (Apodidae). Ендемік Островів Кука.

## Опис
Довжина птаха становить 10 см. Верхня частина тіла чорнувато-коричнева, надхвістя контрастно світло-сіре. Нижня частина тіла світло-сірувато-коричнева, гузка більш темна. Хвіст відносно довгий, виїмчастий. Атіуйські салангани відрізняються від таїтянських саланган меншими розмірами, коротшим хвостом, світлішою нижньою частиною тіла та іншою формою ддзьоба.

## Поширення і екологія
Атіуйські салангани є ендеміками острова Атіу. Існують давні непідтвердженні свідчення про спостереження цього виду на острові Мітіаро, а на острові Мангая знайдені кістки серпокрильця, що могли належати атіуйській салангані. Атіуйських саланган часто можна побачити над тропічними лісами, чагарниковими заростями і полями, на висоті 3-5 м над землею. Вони живляться комахами, яких ловлять в польоті. 
Атіуйські салангани гніздяться в печерах Ваітупурангі та Анатакітакі у вапнякових скелях, формують гніздові колонії. Сезон розмноження у них триває з вересня по квітень. Гнізда робляться з кокосових волокон, лишайників, іноді казуаринових голок, триви, листя і лоз маракуї, скріплюються за допомогою слини. В кладці два яйця. За сезон може вилупитися два виводки.

## Збереження
МСОП класифікує цей вид як вразливий. За оцінками дослідників, популяція атіуйських саланган становить від 340 до 400 дорослих птахів.